# Galapagoleon darwini
Galapagoleon darwini is een netvleugelig insect dat behoort tot de familie mierenleeuwen (Myrmeleontidae) en de onderfamilie Myrmeleontinae. De soortnaam darwini is een eerbetoon aan Charles Darwin. De mierenleeuw is endemisch op de galapagoseilanden en komt nergens anders voor.